# Dekanat Dukla
Dekanat Dukla – dekanat archidiecezji przemyskiej, w archiprezbiteracie krośnieńskim.

## Historia
W 1919 roku dekretem bpa Józefa Sebastiana Pelczara utworzono nowy dekanat dukielski, w którego skład weszły parafie z wydzielonego terytorium dekanatów:
- rymanowskiego – Jasionka, Lubatowa, Równe.
- żmigrodzkiego – Bóbrka, Dukla, Kobylany, Wietrzno.

Pierwszym dziekanem w 1919 roku został ks. Stanisław Jarek. Kolejnymi dziekanami byli m.in.: ks. Piotr Moch, ks. Stanisław Głogowski, ks. Józef Fejdasz (1981–1984), ks. kan. Tadeusz Nowak, ks. Stanisław Siara. Obecnym dziekanem jest ks. Stanisław Siuzdak.

## Parafie
- Bóbrka – pw. Najświętszego Serca Pana Jezusa
  - Niżna Łąka – kościół filialny pw. Matki Bożej Fatimskiej
- Dukla – pw. św. Jana z Dukli (Bernardyni)
  - Trzciana – kościół filialny pw. św. Jana z Dukli (kościół Na Puszczy)
- Dukla – pw. św. Marii Magdaleny (Fara)
- Iwla – pw. św. Jana Chrzciciela
  - Chyrowa – kościół filialny pw. Narodzenia Najświętszej Maryi Panny
- Jasionka – pw. Wniebowzięcia Najświętszej Maryi Panny
- Kobylany – pw. Narodzenia Najświętszej Maryi Panny
  - Makowiska – kościół filialny pw. Trójcy Przenajświętszej
  - Draganowa – kościół filialny pw. Najświętszej Maryi Panny Rożańcowej
- Łęki Dukielskie – pw. Najświętszego Serca Pana Jezusa
- Trzciana - Zawadka – pw. Chrystusa Króla (Bernardyni)
  - Zawadka – kościół filialny pw. Matki Bożej Częstochowskiej
- Tylawa – pw. Wniebowzięcia Najświętszej Maryi Panny
  - Barwinek – kościół filialny pw. św. Józefa
  - Mszana – kościół filialny pw. św. Jana z Dukli
  - Zyndranowa – kościół filialny pw. św. Michała Archanioła
- Wietrzno – pw. św. Michała Archanioła

## Zgromadzenia zakonne
- Dukla – oo. Bernardyni (1740)
- Trzciana – oo. Bernardyni